# Khordha (stad)
Khordha is een stad en “notified area” in het district Khordha van de Indiase staat Odisha. 

## Demografie
Volgens de Indiase volkstelling van 2001 wonen er 39.034 mensen in Khordha, waarvan 52% mannelijk en 48% vrouwelijk is. De plaats heeft een alfabetiseringsgraad van 78%. 